# باریله
باریله (به ایتالیایی: Barile) یک کومونه در ایتالیا است که در استان پوتنزا واقع شده‌است.

## خصوصیات
باریله ۲۴ کیلومترمربع مساحت و ۳٬۲۲۹ نفر جمعیت دارد و ۶۲۰ متر بالاتر از سطح دریا واقع شده‌است.

## خواهرخوانده
شهر هوبارت خواهرخواندهٔ باریله هست.